# Ryszard Sztychmiler
Ryszard Juliusz Sztychmiler (ur. 12 kwietnia 1948 w Pasłęku) – polski kanonista i prawnik, duchowny rzymskokatolicki. Profesor tytularny nauk prawnych. Kierownik Katedry Prawa Kanonicznego i Wyznaniowego Wydziału Prawa i Administracji Uniwersytetu Warmińsko-Mazurskiego w Olsztynie. Adwokat przy Metropolitalnym Sądzie Archidiecezji Warmińskiej. Członek Polskiego Towarzystwo Prawa Wyznaniowego.
W latach 2001–2003 był nauczycielem akademickim Wydziału Teologii Uniwersytetu Warmińsko-Mazurskiego.
W 2013 wręczono mu księgę jubileuszową pt. Rodzina w prawie. Księga pamiątkowa dedykowana ks. prof. dr. hab. Ryszardowi Sztychmilerowi z okazji 65. rocznicy urodzin i 30-lecia pracy naukowej, (red. M. Różański, J. Krzywkowska), Olsztyn 2013.

## Ważniejsze publikacje
- Istotne obowiązki małżeńskie, Warszawa 1997.
- Sądownictwo kościelne w służbie praw człowieka, Olsztyn 2000.
- Ochrona praw człowieka w normach kanonicznego procesu spornego, Olsztyn 2003.
- Media – wartości – prawo, red. Ryszard Sztychmiler, Olsztyn 2008.
- Procedury w sprawach małżeńskich i rodzinnych. Teoria i praktyka, red. Justyna Krzywkowska, Ryszard Sztychmiler, Olsztyn 2016